# 1957 en Norvège
Chronologie de la Norvège
- 1953
- 1954
- 1955
- 1956
- 1957
- 1958
- 1959
- 1960
- 1961

Cet article présente les faits marquants de l'année 1957 en Norvège ou relatifs à la Norvège.

## Gouvernance
- Haakon VII est roi de Norvège jusqu'à son décès le 21 septembre. Olav V lui succède.
- Einar Gerhardsen est le chef du gouvernement.

## Événements
- Les élections législatives norvégiennes de 1957 (Stortingsvalet 1957, en norvégien) se sont tenues le 7 octobre 1957, afin d'élire les cent cinquante députés du Storting pour un mandat de quatre ans.

## Culture
- Avec les Lapons nomades (Same Jakki), film norvégien réalisé par Per Høst et Anders Pentha, sorti en 1957.
- Le Rescapé (Ni liv), film norvégien d'Arne Skouen réalisé en 1957.

## Décès
- Haakon VII
- Bjørn Helland-Hansen